# Villa Varda
Villa Varda è una villa veneta di Brugnera (PN), ubicata nella frazione San Cassiano di Livenza.

## Storia
Il toponimo della villa trova le sue origini probabilmente nel termine Guarda o Guardia, forse dovuto alla presenza di qualche opera difensiva preesistente in loco.
La struttura risale al XV secolo, quando la nobile famiglia bergamasca dei Mazzoleni divenne proprietaria di vaste estensioni in località Varda e vi costruì una propria residenza.
Nel 1670 Fabio Mazzoleni, ultimo erudito esponente della famiglia, annesse alla villa una cappella, inserita tra il verde del parco, nella quale progettò la propria sepoltura. Per mancanza di eredi la villa fu lasciata inizialmente a Ottavio Negri, zio di Fabio, ma poi passò a numerosi proprietari, tra i quali si ricordano gli ultimi, i Morpurgo: a metà XIX secolo tale casata, oltre a restaurare gli edifici, diede, per volontà di Carlo, l'aspetto attuale al parco, con adeguamento alla moda vigente dei parchi all'inglese; Mario Morpurgo invece si ricorda per aver lasciato in eredità Villa Varda e l'intera tenuta di San Cassiano al Seminario di Concordia-Pordenone.
Ultimo e attuale proprietario è il Comune di Brugnera, che ne ha fatto un parco comunale aperto a tutti.
Nel 1990 la villa e il parco furono usati come location per gran parte del film L'amore necessario di Fabio Carpi.
Dal 2016 al 2017 il complesso è stato oggetto di lavori di restauro da parte della Famiglia Maccan.

## Descrizione

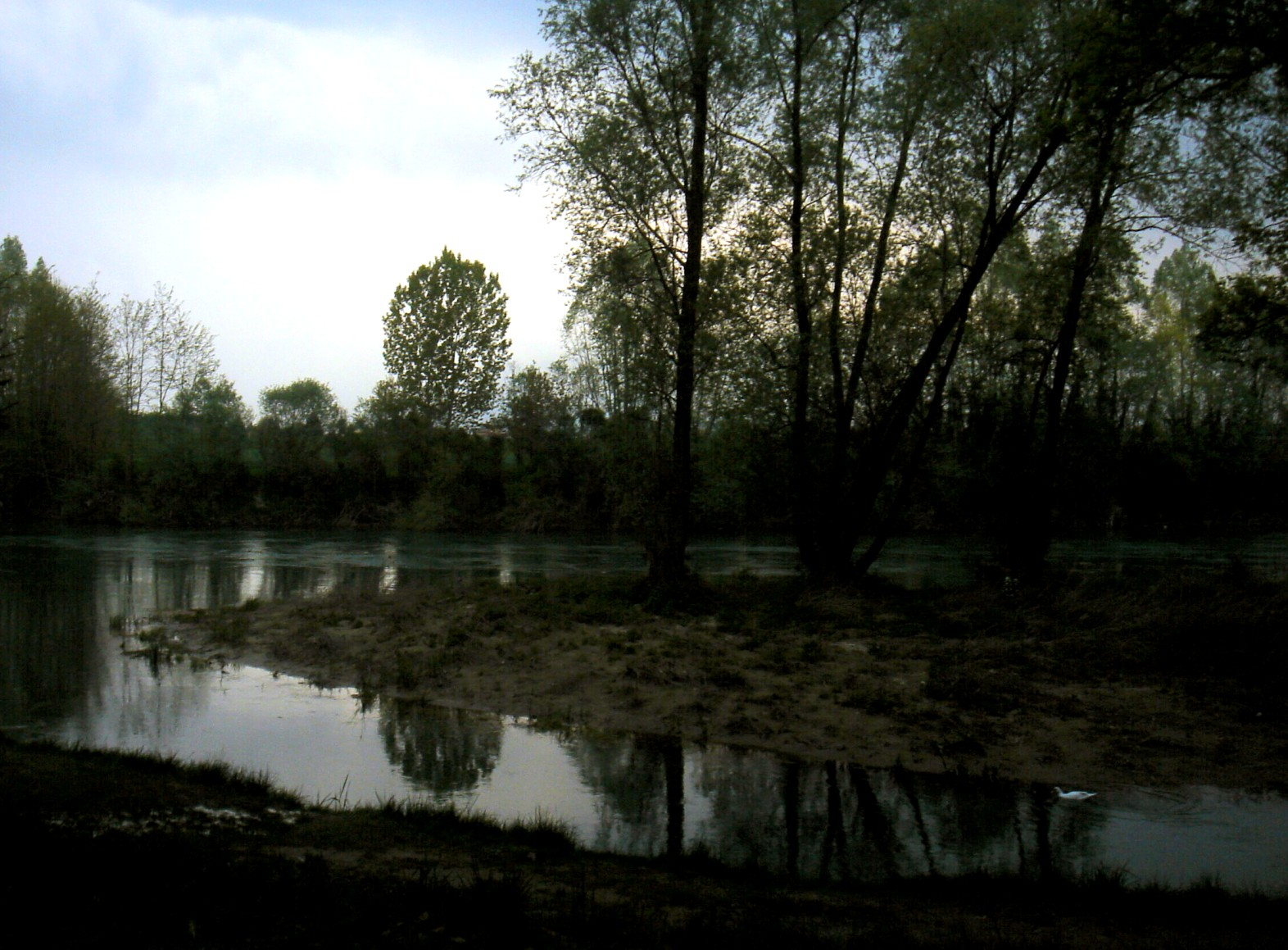
Il parco con il fiume Livenza

Villa Varda si presenta come una villa padronale immersa nel suo grande parco, che si estende lungo le rive del Livenza.
Il parco, occupato da un rigoglioso bosco, costituito in origine da specie arboree autoctone, conserva al suo interno strutture di valore architettonico: 
- un'aranciera sovrastata da una terrazza balaustrata in pietra
- una cappella gentilizia in stile neogotico
- una ghiacciaia, rimaneggiata nel 1932, quando le venne sovrapposta una torre merlata
- un mausoleo come luogo di sepoltura

Il parco presenta attualmente una varietà arborea che si slega dall'originario assetto, con molti esemplari secolari di importazione. Tra gli alberi hanno importanza un libocedro (Libocedrus decurrens) che cresce di fronte alla villa, una sofora (Sophora japonica) in riva al fiume; alcune fotine (Photinia serrulata), alcuni ginepri della Virginia (Juniperus virginiana) e pini nepalesi (Pinus wallichiana).

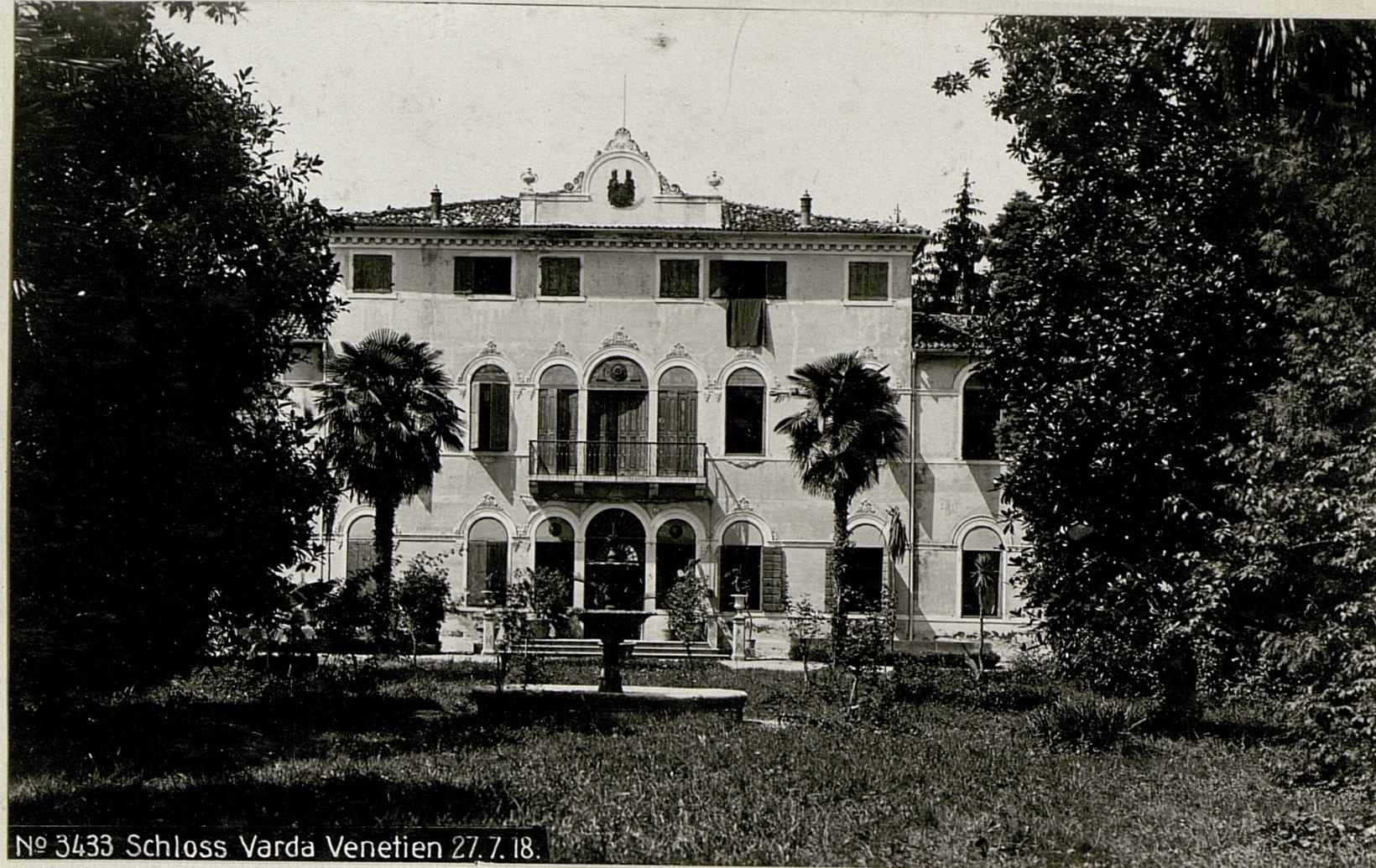
La villa nel 1918